# بطولة أمم أوقيانوسيا لكرة السلة 1993
بطولة أمم أوقيانوسيا لكرة السلة 1993 أقيمت في نيوزيلندا. بمشاركة 3 فرق. فاز في هذه البطولة فريق أستراليا للمرة الـ 11.

## الفرق التي لم تشارك
| - ساموا الأمريكية - جزر كوك - ميكرونيسيا - فيجي - غوام - كيريباتي - جزر مارشال - ناورو - كاليدونيا الجديدة | - جزيرة نورفولك - جزر ماريانا الشمالية - بالاو - بابوا غينيا الجديدة - جزر سليمان - تاهيتي - تونغا - توفالو - فانواتو |

## النتائج
| 7 يونيو |  | نيوزيلندا | 92–59 | ساموا |  |  |

| 8 يونيو |  | أستراليا | 94–65 | نيوزيلندا |  |  |

| 9 يونيو |  | أستراليا | 103–72 | ساموا |  |  |

## البطولة
| 10 يونيو |  | أستراليا | 86–78 | نيوزيلندا |  |  |

## الترتيب النهائي
| الترتيب | الفريق    | السجل |
| ------- | --------- | ----- |
| 1       | أستراليا  | 3-0   |
| 2       | نيوزيلندا | 1-2   |
| 3       | ساموا     | 0-2   |

## جوائز
| البطل                 |
| --------------------- |
| · أستراليا · للمرة 11 |

## وصلات خارجية
- أرشيف فيبا